# هارالد تسور هاوزن
هارالد تسور هاوزن (آلمانی: Harald zur Hausen؛ زاده ۱۱ مارس ۱۹۳۶)، دانشمند در زمینه ویروس‌شناسی اهل آلمان است.
کارهای پژوهشی او بر روی سرطان دهانهٔ رحم بود. او کاشف نقش ویروس پاپیلوم در شکل‌گیری سرطان دهانهٔ رحم بود و به همین دلیل برندهٔ جایزه نوبل فیزیولوژی و پزشکی در سال ۲۰۰۸ شد.